# 超完美風暴
超完美風暴（The Perfect Storm）（ISBN 0-393-04016-X）由賽巴斯欽·鍾格著作，於1997年由Little, Brown and Company出版，平裝版（ISBN 0-06-097747-7）在接下來的1999年由HarperCollins的Perennial標記出版。本書是關於1991年10月「完美风暴」吹襲北美期間的嚴峻環境下於575英里（925公里）在海上失蹤的麻省格洛斯特港漁船安德里亞·蓋爾號。六名船員全數失蹤，其中包括船長比利·泰恩（Billy Tyne）、羅伯特（鮑比）·夏特福特（Robert "Bobby" Shatford）、戴爾（墨夫）·墨菲（Dale "Murph" Murphy）、大衛（蘇利）·蘇利文（David "Sully" Sullivan）、麥可（巴格西）·莫蘭（Michael "Bugsy" Moran）與阿爾佛雷德·皮耶爾（Alfred Pierre）。
根據本書改編由沃爾夫岡·彼德森執導的同名電影於2000年上映。